# مسجد آساهارا
مسجد آساهارا هو مسجد ومقبرة يتبع الإسلام السني، يقع في منطقة ماتشانغولي بمدينة ماليه، ضمن أتول كافو في جزر المالديف.

## التاريخ
معظم تاريخ مسجد آساهارا غير معروف بشكل كامل. في عام 2020، خلال جائحة كوفيد-19، كان مسجد آساهارا واحدًا من مسجدين في ماليه تُقام فيهما صلاة الجنازة. قامت بلدية ماليه بترميم المسجد في عام 2024 بتمويل من حملة جمع التبرعات "تشالو مسكي"، حيث جمعت Rf. 700٬000. تم بناء هيكل من طابقين مكيف بالكامل، مع مساحة أوسع لبيت الجنازة ومناطق مخصصة، مواقف دراجات نارية، حمامات منفصلة لذوي الاحتياجات الخاصة والأطفال، ومرافق منفصلة لكل جنس. افتتح رئيس جزر المالديف محمد مويزو المسجد المعاد ترميمه.